# René Naegelen
Pour les articles homonymes, voir Naegelen.
René Naegelen, né le 27 août 1894 à Belfort et mort le 5 juillet 1976 dans le 16e arrondissement de Paris, est un homme politique français, dirigeant de la SFIO dans le Territoire de Belfort.

## Biographie
Issu d'une famille modeste, il suit les traces de son père, boulanger, et fait à Paris un apprentissage de pâtissier, alors que son frère aîné Marcel-Edmond a un parcours scolaire et politique plus prestigieux (il est notamment gouverneur général de l'Algérie au début des années 1950).
Ayant adhéré à la SFIO en 1911, René Naegelen rentre à Belfort en 1913 et se place dans le sillage du leader socialiste local, Ludovic-Oscar Frossard, encore instituteur, qui fait de lui le secrétaire de la section de Belfort.
Mobilisé en 1915, il est versé au 172e régiment d'infanterie. Il est au front de janvier 1915 à septembre 1918.
Il revient de la guerre « pacifiste à tous crins ». En 1927, il raconte son expérience du front dans Les Suppliciés : une histoire vécue. Jean Norton Cru estime qu'il s'agit bien d'un témoignage, et non de faits romancés.
Il suit Frossard lorsque, au congrès de Tours (1920), celui-ci opte pour le Parti communiste ; il l'accompagne encore lorsque, le 1er janvier 1923, Frossard, refusant la discipline imposée par l'Internationale communiste, quitte le PC et rejoint la SFIO, comme la grande majorité des communistes belfortains (parmi lesquels le conseiller général Joseph Rassinier). 
Dès lors, René Naegelen est le secrétaire de la Fédération SFIO du Territoire de Belfort (noter que dans cette ville industrielle, le principal parti de gauche reste, jusqu'à la Seconde Guerre mondiale, le Parti radical, qui tient la mairie et le siège de député). René Naegelen est la cible des attaques du journal local du Parti communiste, où, à la fin des années 1920 écrivent Henri Jacob et Paul Rassinier (fils du conseiller général). 
Exclu du PCF en 1932, celui-ci rejoint la SFIO en 1934, devenant l'adjoint de René Naegelen, en particulier en ce qui concerne la presse socialiste : Germinal et Le Territoire ; tous deux y développent le point de vue de Paul Faure, secrétaire général de la SFIO : pacifisme intransigeant et anticommunisme. Ils sont donc favorables à la non intervention en Espagne en 1936 et aux accords de Munich en 1938.
Durant la Seconde Guerre mondiale, René Naegelen, réfugié à Marseille, adopte un point de vue attentiste, d'abord plutôt favorable au régime de Vichy ; il s'occupe alors du journal de Frossard, Le Mot d'ordre, vichyste mais non collaborationniste et plutôt libéral, d'ailleurs interdit en 1943. Par la suite, il se met en contact avec le BCRA, service de renseignements de la France libre. 
Après la Libération, il s'installe à Paris, poursuivant ses activités de journaliste. Il revient à Belfort au moment des élections à la Seconde constituante (juin 1946) et est élu, avec Paul Rassinier comme suppléant. Il se démet dès le mois de septembre, laissant à place à Rassinier, mais celui-ci ne parviendra pas à conserver le siège aux élections législatives de novembre. 
En 1948, Léon Blum en fait l'administrateur du journal Le Populaire ; il le reste jusqu'en 1963.
Il reçoit en 1966 le prix Louis-Pergaud pour son livre Cette vie que j'aime.

## Détail des fonctions et des mandats
Mandat parlementaire
- 2 juin 1946 - 1er septembre 1946 : député du Territoire de Belfort[6]

## Œuvres
- Jacques Féroul : roman, Baudinière, 1927.
- Les Suppliciés : histoire vécue, Paris, Baudinière, 1927.
- Préface de Henry Andraud, Quand on fusillait les innocents, Paris, Gallimard, 1935.
- Les Vacances du courage, Paris, Les Deux Sirènes, 1948.
- Cette vie que j'aime, 3 vol., Paris, Colbert, 1963-1968.